# Жбанов, Роман Николаевич
Роман Жбанов — баянист, лауреат международных конкурсов, профессор Международного баянного центра во Франции. Бессменный участник дуэта с Доминик Эморин «Париж-Москва».

## Биография
Роман Жбанов родился на Украине в 1976 году. В возрасте 6 лет родители отдают Романа учиться игре на баяне.
1988 год. В 12 лет поступил в школу-лицей при Новосибирской государственной консерватории имени М. И. Глинки в класс лауреата международного конкурса, доцента НГК им. Глинки А. В. Крупина.
1989 год. Учится в классе лауреата Всероссийского конкурса А. Н. Романова.
1990 год. Стал лауреатом На зональном конкурсе юных баянистов в Новосибирске стал лауреатом.
1992 год. На Открытом Сибирском конкурсе юных баянистов в Бийске становится лауреатом.
1993 год. Трижды становится лауреатом и обладателем Гран-При. Лауреат НГК-93, а также лауреат и обладатель Гран-При Международного конкурса им. Н. Белобородова в г. Туле, и лауреат премии в области культуры и искусства за концертные программы в г. Новосибирске.
1994 год. Роман заканчивает школу-лицей и поступает в Новосибирскую государственную консерваторию им. Глинки. В это же время активно проводит свою концертную деятельность.
1995 год. Участвует в XXXII Международном конкурсе баянистов в Клингентале (Германия), где становится лауреатом.
1995 год. Октябрь. Роман становится лауреатом и обладателем «45-го трофея Мира» в городе Кассино (Италия).
1995 год. Декабрь. Роман стал дипломантом Международного конкурса в городе Мондрагон (Испания).
1996 год Май. Участвует в Международном конкурсе в городе Клингенталь (Германия).
1996 год. Май. На Международном конкурсе «Балтика-гармоника» в Санкт-Петербурге (Россия) занимает 1-е место.
1997 год. Обучение и стажировка в Международном центре игры на баяне-аккордеоне (C.N.I.M.A), Франция.
1997 год. Май. На Международном конкурсе в Клингентале вновь становится лауреатом.
1997 год. Октябрь. Роман становится лауреатом и обладателем «Трофея Мира» городе Эскальдес-Ингордания.
1998 год. Роман занимает на международном конкурсе «Приз Жоэ Росси», (Франция) 1- место.
Роман Жбанов ведёт активную гастрольную деятельность в Польше, Югославии, Литве, Дании, Китае, Германии, Италии, Португалии и Франции. Проживая постоянно в Клермон-Ферране, во Франции, часто бывает с гастролями в России.

### Общественная и музыкальная деятельность
- С 2000 года — Профессор международного баянного центра Жака Морне[3][4].
- С 2009 года — Президент русско-французской ассоциации «Сансибери»[3].

## Совместное творчество
- Роман Жбанов выступает в качестве солиста с оркестром русских народных инструментов телерадиокомпании «Новосибирск».
- С 1997 года Дуэт «Париж-Москва» с Доминик Эморин[3][4][5].

## Записи
- В июле 1995 года записана первая аудиокассета.
- В феврале 1997 года записана аудиокассета с Оркестром народных инструментов. Солистом выступил Роман Жбанов, дирижёром — заслуженный деятель культуры, профессор В. П. Гусев.
- В июле 1997 года записана вторая аудиокассета «Играй, баян».
- В ноябре 1997 года были перезаписаны на CD все ранее сделанные записи 1995, 1996, 1997 годов. Записи были сделаны под общим названием «Концертная программа».

## Фильмы
- Музыкальная редакция телевидения и режиссёр Ким Долгин выпустили о Р. Жбанове документальный фильм. Режиссёры Л. Азимова и В. Бессонов сняли на его музыку музыкальные клипы.
- В июле 1996 года снимается телефильм «Июньский день с баянистом Романом Жбановым», (реж. В. Бессонов, редактор Л. Азимова)